# L'art de Walt Disney

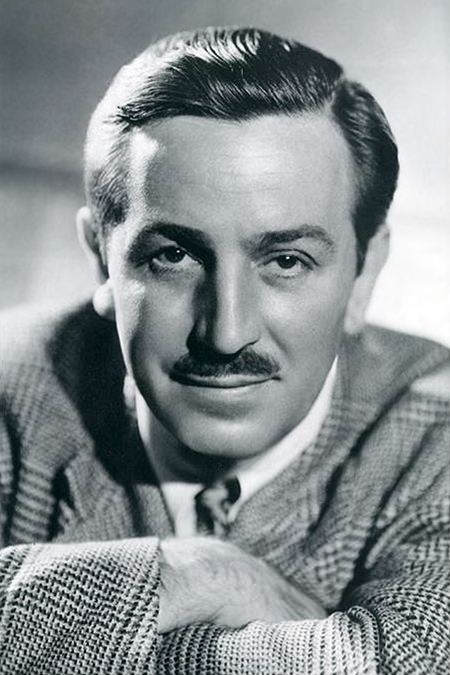
Walt Disney

El arte de Walt Disney: De Mickey Mouse a Toy Story o també conegut com El arte de Walt Disney (L'art de Walt Disney en català) és un llibre de Christopher Finch que explica els èxits artístics i la història de Walt Disney i The Walt Disney Company. L'edició original va ser publicada l’any 1973; altres edicions revisades i ampliades es van publicar els anys 1975, 1995, 2004 i 2011. L'edició més recent del llibre recull una àmplia història de l'empresa i seccions específiques per a pel·lícules, Pixar, live action i els parcs temàtics. Aquesta última edició també compta amb un pròleg de John Lasseter.

## Informació de l'autor
Christopher Finch va néixer a Guernsey, Anglaterra l’any 1939. Va començar la seva carrera com a pintor a Paris i a Londres a la Chelsea Art School, però es va passar a l’àmbit de l'escriptura sobre art per a revistes. Va continuar escrivint sobre molts artistes famosos i artistes pop, com Andy Warhol, Jasper Johns, Jim Dine, David Hockney, Ed Ruscha i altres. Els primers llibres que va publicar van ser una col·lecció d’assaigs basats en el seu treball amb artistes i artistes pop: Pop Art: Object & Image, Image as Language: Aspects of British Art i un monogràfic sobre el treball de Patrick Caulfield. Més tard, es va convertir en conservador associat al Walker Art Center abans d’anar a Nova York per a continuar escrivint. Aleshores és quan va començar el treball de The Art of Walt Disney i molts altres títols distingits. Després d’una llarga pausa sense fer art propi, el 1984 va tornar a fer gràfics, fotografia i pintures, algunes de les quals van aparèixer en diverses galeries dels Estats Units.

## Història
Després que Walt Disney esdevingués famós pels seus èxits, Christopher Finch va decidir escriure un llibre anomenat Art of Walt Disney. Originalment publicat l’any 1973, el llibre de Finch, Art of Walt Disney, tracta sobre les innovacions de Walt Disney i ha estat revisat i ampliat moltes vegades. Al llarg d’aquestes diverses ocasions, la seva definició de la paraula “art” sempre canvia. Aquesta àmplia revisió de l'edició de 1973 conté set capítols addicionals amb il·lustracions en color de pel·lícules de Disney com La bella i la bèstia, Aladdin i El rei lleó.

## Antecedents de Disney i el seu art
Walter Elias Disney va néixer el 5 de desembre de 1901 a Chicago, Illinois. Es va mudar a Marceline, Missouri, amb la seva família de petit. Va tenir quatre germans que més tard van ajudar a la seva exitosa companyia. Poc després, Walt va començar a dibuixar i pintar, fins i tot arribant a pintar animals de granja al costat de la casa de la seva família. Quatre anys més tard, el seu pare va emmalaltir i la família va tornar un altre cop a Kansas City. Walt va haver d’ajudar, als nou anys, a repartir diaris amb el seu pare les hores abans de l'escola; tot i això, encara continuava la seva passió per l’art. Al fer-se gran, va continuar amb els seus dibuixos i va començar a vendre les seves obres a veïns i amics. A l’institut, la seva família es va traslladar de nou a Chicago, on Walt era un membre actiu del diari de la seva escola, per a qui dibuixava dibuixos animats, mentre també dedicava gran part del seu temps a la fotografia. El 1917, va unir esforços a Europa durant la Primera Guerra Mundial i després va tornar finalment a Kansas City per graduar-se en batxillerat i començar la seva primera sèrie d'animació.

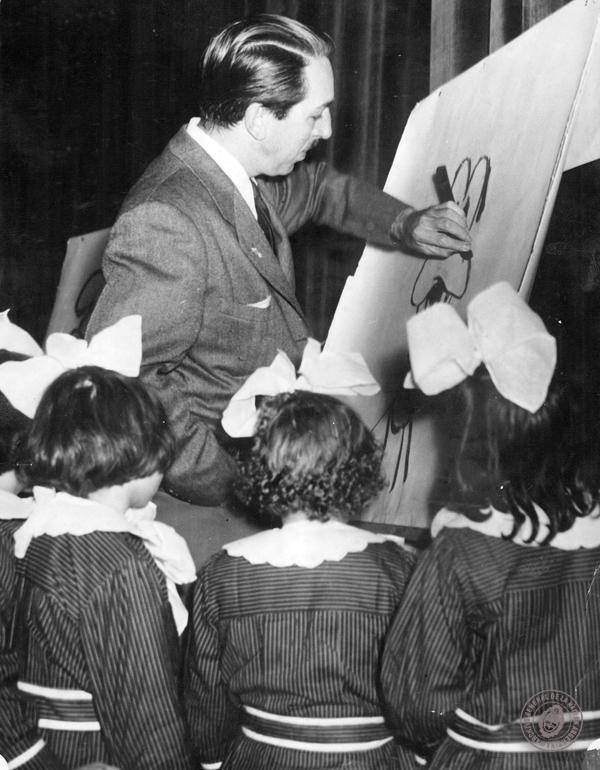
Walt Disney dibuixant en Goofy

De jove, Walt no només va continuar dibuixant i pintant, sinó que també va començar a treballar amb animació i va realitzar breus vídeos animats per a la companyia per a la qual treballava en aquell moment, Pesman-Rubin Commercial Art Studio. Walt finalment va deixar aquesta empresa a causa dels acomiadaments i en canvi, va decidir amb el seu amic, Ub Iwerks, crear la seva pròpia companyia anomenada Iwerks-Disney Commercial Artists. Malauradament, l'empresa de Walt i Ub no va durar molt de temps i aviat van trobar nous llocs de treball en una nova empresa, la Kansas City Film Ad Company, coneguda formalment com la Kansas City Slide Company. Aquí, Walt va aprendre encara més sobre l’art de l’animació i va contribuir a la creació d’anuncis publicitaris abans de les pel·lícules. No va passar molt de temps després que Walt va decidir deixar la Kansas City Film Ad Company per iniciar una altra pròpia, Laugh-O-Gram Films, on va crear el seu primer dibuix popular anomenat Alice's Wonderland, que es va convertir en una sèrie anomenada Alice Comedies. Malauradament per a en Walt, no tenien prou diners, cosa que va provocar que molts dels seus empleats abandonessin la seva empresa i l’obligessin a declarar-se en fallida. Es va traslladar a Hollywood i va fundar el Disney Brothers Studio.
L'any 1927, Walt va crear un nou personatge anomenat Oswald the Lucky Rabbit (Oswald el conejo afortunado en castellà), que es va popularitzar. No obstant això, el distribuïdor amb qui treballava en aquell moment, Charles Mintz, va contractar a tots els empleats de l’animació de Walt i li va dir que no tenia drets sobre Oswald, perquè la historieta no tenia drets d’autor sota el nom de Walt. Després, Walt, el seu germà Roy O. Disney i Ub Iwerks, es van reunir per crear tots els personatges nous, que Walt s'asseguraria que posseïa. Mickey Mouse es va desenvolupar aviat, un personatge que Walt va crear inspirant-se en un ratolí de mascota senzill que havia tingut a la seva oficina a Missouri. Va haver de passar molts obstacles amb Charles Mintz, el seu distribuïdor, abans de guanyar-se els drets del seu personatge. El nom de la seva empresa es va canviar a The Walt Disney Studio el mateix any que es va casar amb Lillian Bounds, amb qui va tenir dues filles: Sharon i Diane. Durant la Segona Guerra Mundial va produir alguns dels títols favorits dels fans com Fantasia, Pinotxo, Dumbo i Bambi. Va continuar tenint un èxit monumental durant els anys cinquanta i seixanta. Té el rècord de la majoria dels premis Oscars guanyats, el premi George Washington i la medalla presidencial a la llibertat del president Lyndon B Johnson. L'any 1961, va ajudar a fundar l'Institut de les Arts de Califòrnia. Cinc anys després, el 1966, va morir a causa d'un llarg càncer, però la seva obra i el seu llegat continuen.

## Continguts del llibre[5]
Primera Part: Una Forma d'Art Nova 
1. Primeres empreses
2. Mickey Mouse i Silly Symphonies
3. Sis clàssics de dibuixos animats
4. Dies d'Hyperion

Segona Part: Llargmetratges d'animació
1. Blancaneu: El primer llargmetratge
2. Pinotxo
3. Fantasia: El gran experiment
4. Dumbo i Bambi
5. Interrupcions i Innovacions
6. Animació posterior

Tercera Part: Pel·lícules Live Action 
1. Actors i Animals
2. Davy Crockett, altres herois i Mary Poppins

Quarta Part: Els Regnes Màgics 
1. Més enllà del cinema: Disneyland i Walt Disney World

## Detalls dels treballs anteriors
Silly Symphonies de Disney (1928-1934) va comptar amb Mickey Mouse i altres personatges per presentar dibuixos animats en color i curtmetratges de Walt Disney. Aquests incloïen Steamboat Willie, entre d'altres.
Els sis clàssics de dibuixos animats inclouen Who Killed Cock Robin, The Cookie Carnival, Broken Toys, Music Land, Mickey's Service Station i The Band Concert.
Blancaneu: el primer llargmetratge, estrenat als cinemes el 1937, va ser el primer llargmetratge de Disney que mostrava més de 200 dibuixos, primeres obres i esbossos d'històries de Disney.
Pinotxo (1940) va ser el segon llargmetratge de Walt Disney i va ser molt aplaudit pel seu avançat ús del llenguatge visual.
Fantasia (1940) va tornar a cridar l'atenció i es va centrar en Mickey Mouse, després d'un gran èxit amb l'ànec Donald. És un concert de cinema compost per vuit seccions màgiques amb èmfasi en la música clàssica.
Dumbo (1941) és una pel·lícula que aborda el tema de l'aneguet lleig, centrant la història en un elefant de circ. Bambi (1942), basat en el llibre de Felix Salten Bambi, fa un seguiment més realista dels animals en comparació amb les seves altres obres amb animals, que posaven un gran èmfasi en la fantasia.
La secció d'Animació posterior del llibre se centra en obres com 101 dàlmates, The Sword in the Stone, El llibre de la selva, Els aristogats, Winnie the Pooh and the Blustery Day i Robin Hood.
L'apartat Actors i Animals aprofundeix en les primeres obres de Disney amb actors en directe i treballs de televisió. Alguns d’aquests inclouen Treasure Island, Seal Island, The Living Desert, The Vanishing Prairie i The African Lion.
Mary Poppins, protagonitzada per Julie Andrews, es va estrenar l'any 1964 amb una combinació d’animació i interpretació en directe. La història es basa en els llibres de P. L. Travers.
Disneyland i Walt Disney World són els dos Regnes Màgics que Disney va crear amb la intenció de fer que els parcs d’atraccions i l'experiència del parc infantil fossin més adequats per a nens i adults.

## Edicions
Des del seu llançament l'any 1973, The Art of Walt Disney ha ampliat i revisat el seu contingut en quatre ocasions diferents: 1975, 1995, 2004 i 2011. Cada edició i revisió explica el creixement de la companyia Walt Disney al llarg dels anys, prestant atenció a la inspiració i a les creacions de dibuixos, portades, incorporacions i atraccions al parc temàtic, arxius i entrevistes amb treballadors.

### 1975
El 1975, Christopher Finch va llançar la primera edició revisada i ampliada de The Art of Walt Disney. Finch inclou el procés creatiu de Walt Disney i com la seva imaginació va crear conceptes i criatures que van ajudar a construir la companyia. La informació del llibre es recopila a partir d’entrevistes amb membres del personal, arxius, conceptes del parc temàtic i il·lustracions.

### 1995
L'edició de 1995 de The Art of Walt Disney parla del desenvolupament de la companyia Walt Disney durant els darrers 20 anys des de l'última edició del 1975. Finch examina la història de les portades de Disney, la il·lustració, la imaginació i les cèl·lules d'animació darrere de les pel·lícules recentment estrenades. Aquestes eren El rei lleó, La bella i la bèstia i Aladdin, entre d'altres. Afegeix també informació sobre art conceptual inèdit i addicions sobre el parc temàtic Disney.

### 2004
L'edició revisada del llibre del 2004 se centra en els èxits de Walt Disney com a empresa. S'incorporen entrevistes de membres del personal, tant anteriors com actuals, dècades de fotografies cinematogràfiques, centenars d’il·lustracions i art conceptual.

### 2011
L'edició revisada del 2011 explica encara més l'expansió i el desenvolupament de la companyia Walt Disney. Aporta més informació sobre la connexió de l'empresa amb les pel·lícules Pixar. Aquesta revisió explica amb més detall el procés d’idees, il·lustracions, art conceptual, addicions dels parcs temàtics, pel·lícules i animacions.